# 未来の子供達
『未来の子供達』（原題：Children of the Future）は、アメリカ合衆国のロック・バンド、スティーヴ・ミラー・バンドが1968年に発表した初のスタジオ・アルバム。

## 背景
当初のバンド名は「スティーヴ・ミラー・ブルース・バンド」で、ジェイムズ・クックがセカンド・ギタリストとして在籍していたが、その後クックに代わりミラーの旧友ボズ・スキャッグスが加入した。そして、「スティーヴ・ミラー・バンド」と改名してキャピトル・レコードとの契約を得る。
「ベイビーズ・コーリン・ミー・ホーム」と「ステッピン・ストーン」は、作詞、作曲、リード・ボーカルともスキャッグスによる。また、「ジュニア・ソー・イット・ハプン」と「ファニー・メイ」では、ドラマーのティム・デイヴィスがリード・ボーカルを担当した。
本作と同時期にリリースされたシングルA面曲「Sittin' in Circles」は、アルバム未収録だったが、2012年にEdsel Recordsから発売された本作のリマスターCDにボーナス・トラックとして追加収録された。

## 反響・評価
セールス的には大きな成功を収められず、Billboard 200では134位に終わった。
Jann Wennerは1968年6月22日付の『ローリング・ストーン』誌において「無駄がないという点ではモビー・グレープのファースト・アルバムに匹敵し、味わいという点では『サージェント・ペパー』に匹敵する」と評した。また、Amy Hansonはオールミュージックにおいて5点満点中4.5点を付け、本作の音楽性を「愛の時代のサイケデリアによる屈折を伴った、純粋なウェスト・コースト・ロックである一方、興味深いことに、イギリスのブルースの道義である霞のかかったようなペーソスに覆われている」と説明している。

## 収録曲
特記なき楽曲はスティーヴ・ミラー作。
1. 未来の子供達 - "Children of the Future" – 2:59
2. プッシュド・ミー・トゥ・イット - "Pushed Me to It" – 0:37
3. ユーヴ・ガット・ザ・パワー - "You've Got the Power" – 0:54
4. イン・マイ・ファースト・マインド - "In My First Mind" (Steve Miller, Jim Peterman) – 7:29
5. ザ・ビューティ・オブ・タイム・イズ・ザット・イッツ・スノウイング - "The Beauty of Time Is That It's Snowing (Psychedelic B.B.)" – 5:32
6. ベイビーズ・コーリン・ミー・ホーム - "Baby's Callin' Me Home" (Boz Scaggs) – 3:23
7. ステッピン・ストーン - "Steppin' Stone" (B. Scaggs) – 3:03
8. ロール・ウィズ・イット - "Roll with It" – 2:30
9. ジュニア・ソー・イット・ハプン - "Junior Saw It Happen" (Jim Pulte) – 2:30
10. ファニー・メイ - "Fanny Mae" (Buster Brown) – 3:10
11. キー・トゥ・ザ・ハイウェイ - "Key to the Highway" (Big Bill Broonzy, Charlie Segar) – 6:18

### 2012年リマスターCDボーナス・トラック
1. "Sittin' in Circles" (Barry Goldberg) – 3:03

## 参加ミュージシャン
- スティーヴ・ミラー - ボーカル、ギター、ハーモニカ
- ボズ・スキャッグス - リード・ボーカル(on #6, #7)、ギター、バックグラウンド・ボーカル
- ジム・ピーターマン - メロトロン、ハモンドオルガン、バックグラウンド・ボーカル
- ロニー・ターナー - ベース、バックグラウンド・ボーカル
- ティム・デイヴィス - リード・ボーカル(on #9, #10)、ドラムス、バックグラウンド・ボーカル

アディショナル・ミュージシャン
- ベン・シドラン - ハープシコード(on #6)